# گرترود
گرترود رمانی از هرمان هسه، نویسندهٔ اهل آلمان است.